# ابن مهران
ابوبکر محمد بن احمد ابن مهران معروف به ابن مهران، دانشمند مسلمان شافعی مذهب در سده چهارم هجری بود.او بر دانشِ قرائت قرآن متخصص بود..

## آثار و نوشته‌ها
- الغایهٔ فی القراآت
- الشامل فی القراآت
- سجودالقرآن
- غرائب القرآن
- الاتفاق و الانفراد
- اختلاف عدد السور
- الوقف و الابتداء
- وقوف القرآن
- روؤس الآیات
- آیات القرآن